# Morens

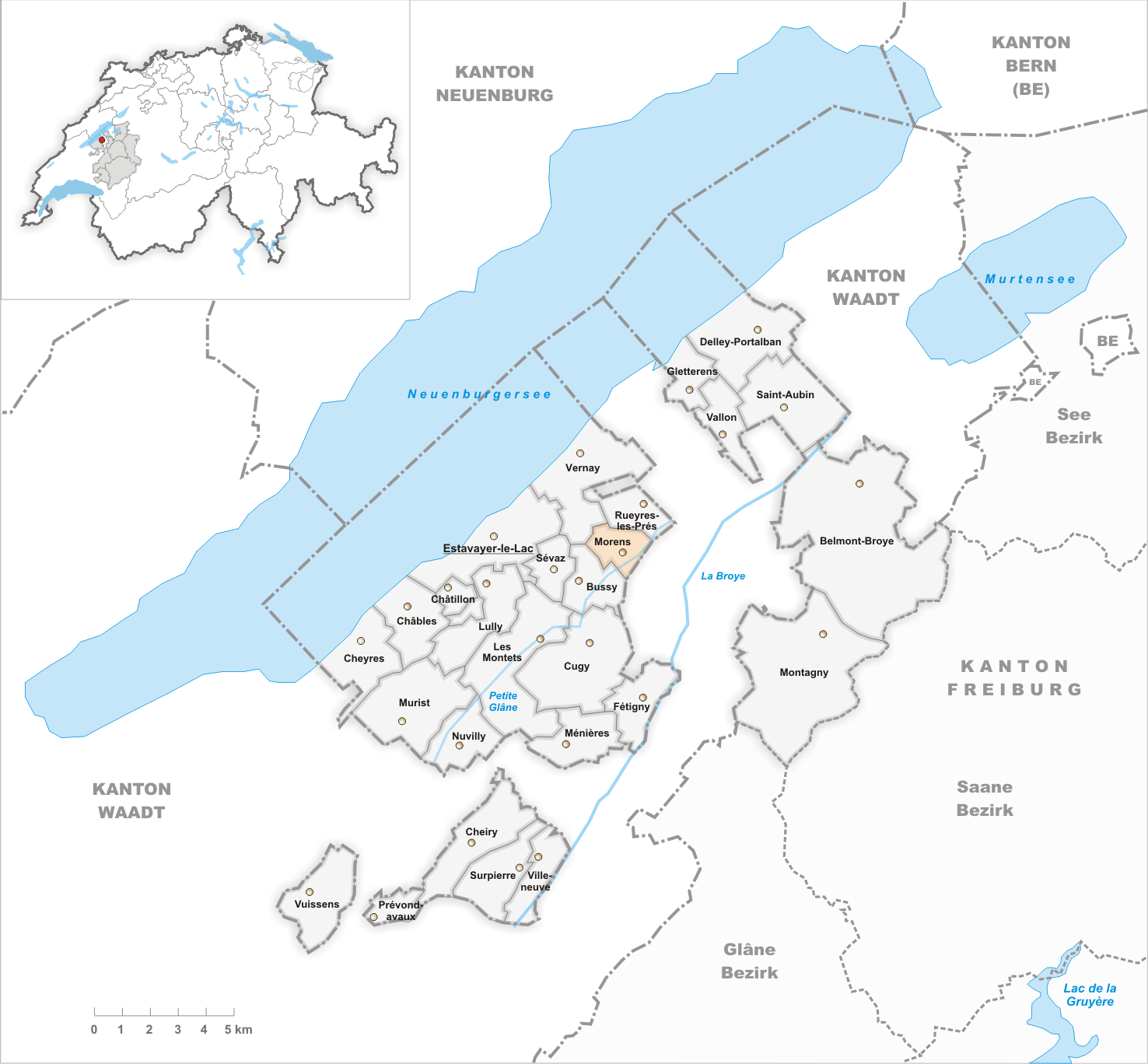
Gemeindestand vor der Fusion am 1. Januar 2017

Morens (FR) (Freiburger Patois Morinⓘ) war bis zum 31. Dezember 2016 eine politische Gemeinde im Distrikt Broye des Kantons Freiburg in der Schweiz. Ihr Name wird vom Bundesamt für Statistik mit dem Kantonskürzel versehen, um eine Verwechslung mit der homophonen Gemeinde Morrens im Kanton Waadt zu vermeiden. Am 1. Januar 2017 fusionierte Morens mit den ehemaligen Gemeinden Bussy, Estavayer-le-Lac, Murist, Rueyres-les-Prés, Vernay und Vuissens zur neuen Gemeinde Estavayer.

## Geographie
Morens liegt auf 449 m ü. M., dreieinhalb Kilometer nordwestlich von Payerne (Luftlinie) in der freiburgischen Exklave Estavayer-le-Lac. Das Bauerndorf erstreckt sich am Nordwestrand der Broyeebene, nahe der kanalisierten Petite Glâne, am Fuss des breiten Höhenrückens, der die Ebene vom Neuenburgersee trennt, im nordwestlichen Freiburger Mittelland.
Die Fläche des 2,6 km² grossen Gemeindegebiets umfasst einen Abschnitt des Freiburger Mittellandes. Der Gemeindeboden erstreckt sich von der Broyeebene mit der hier kanalisierten Petite Glâne nach Nordwesten auf den angrenzenden Molassehöhenrücken mit den Waldgebieten Bois des Moilles und Les Râpes. Die Höhe wird durch mehrere kurze Bachtälchen untergliedert. Der höchste Punkt von Morens wird mit 505 m ü. M. auf dem Plateau von Montbrelloz erreicht. Von der Gemeindefläche entfielen 1997 12 % auf Siedlungen, 16 % auf Wald und Gehölze, 71 % auf Landwirtschaft, und etwas weniger als 1 % war unproduktives Land.
Zu Morens gehören einige Einzelhöfe. Nachbargemeinden von Morens sind Bussy, Vernay und Rueyres-les-Prés im Kanton Freiburg sowie Payerne im Kanton Waadt.

## Bevölkerung
Mit 178 Einwohnern (Stand 31. Dezember 2016) gehörte Morens zu den kleinsten Gemeinden des Kantons Freiburg. Von den Bewohnern sind 89,4 % französischsprachig, 8,1 % deutschsprachig, und 1,6 % sprechen Portugiesisch (Stand 2000). Die Bevölkerungszahl von Morens belief sich 1900 auf 148 Einwohner. Nach einem Höchststand mit 178 Einwohnern (1950) wurde durch starke Abwanderung bis 1980 ein Bevölkerungsrückgang von 31 % auf 122 Einwohner registriert. Seither wurde wieder ein Bevölkerungswachstum verzeichnet.
Einwohnerzahlen: Volkszählungsdaten

## Wirtschaft
Morens war bis in die zweite Hälfte des 20. Jahrhunderts ein vorwiegend durch die Landwirtschaft geprägtes Dorf. Noch heute haben der Ackerbau, der Obstbau und die Viehzucht einen wichtigen Stellenwert in der Erwerbsstruktur der Bevölkerung. Ausserhalb des primären Sektors gibt es kaum Arbeitsplätze im Dorf. Südöstlich von Morens befinden sich die Pistenanlagen des Militärflugplatzes Payerne. Die Hälfte der Piste und der Hallen inklusive des Kontrollturms stehen auf dem Gemeindegebiet von Morens. In den letzten Jahrzehnten hat sich das Dorf auch zu einer Wohngemeinde entwickelt. Viele Erwerbstätige sind deshalb Wegpendler, die hauptsächlich in den Regionen Estavayer-le-Lac und Payerne arbeiten.

## Verkehr
Die Gemeinde ist verkehrsmässig recht gut erschlossen, obwohl sie abseits der grösseren Durchgangsstrassen an einer Verbindungsstrasse von Bussy nach Rueyres-les-Prés liegt. Der nächste Anschluss an die Autobahn A1 (Lausanne-Bern), die im Jahr 2001 eröffnet wurde, befindet sich rund 4 km vom Ortskern entfernt. Durch eine Buslinie der Transports publics Fribourgeois, die von Estavayer-le-Lac aus nach Payerne verkehrt, ist Morens an das Netz des öffentlichen Verkehrs angebunden.

## Geschichte
Die erste urkundliche Erwähnung des Dorfes erfolgte 1142 unter dem heutigen Namen. Später erschienen auch die Schreibweisen Moreins (1228) und Morin (1665). Der Ortsname ist vom lateinischen Personennamen Maurus abgeleitet. Seit dem Mittelalter war Morens Teil der Herrschaft Bussy, die unter den Herren von Estavayer stand. Nachdem Bern 1536 das Waadtland erobert hatte, kam Morens unter die Herrschaft von Freiburg und wurde der Vogtei Estavayer zugeteilt. Nach dem Zusammenbruch des Ancien Régime (1798) gehörte das Dorf während der Helvetik und der darauffolgenden Zeit zum Bezirk Estavayer, bevor es 1848 in den Bezirk Broye eingegliedert wurde.

## Sehenswürdigkeiten

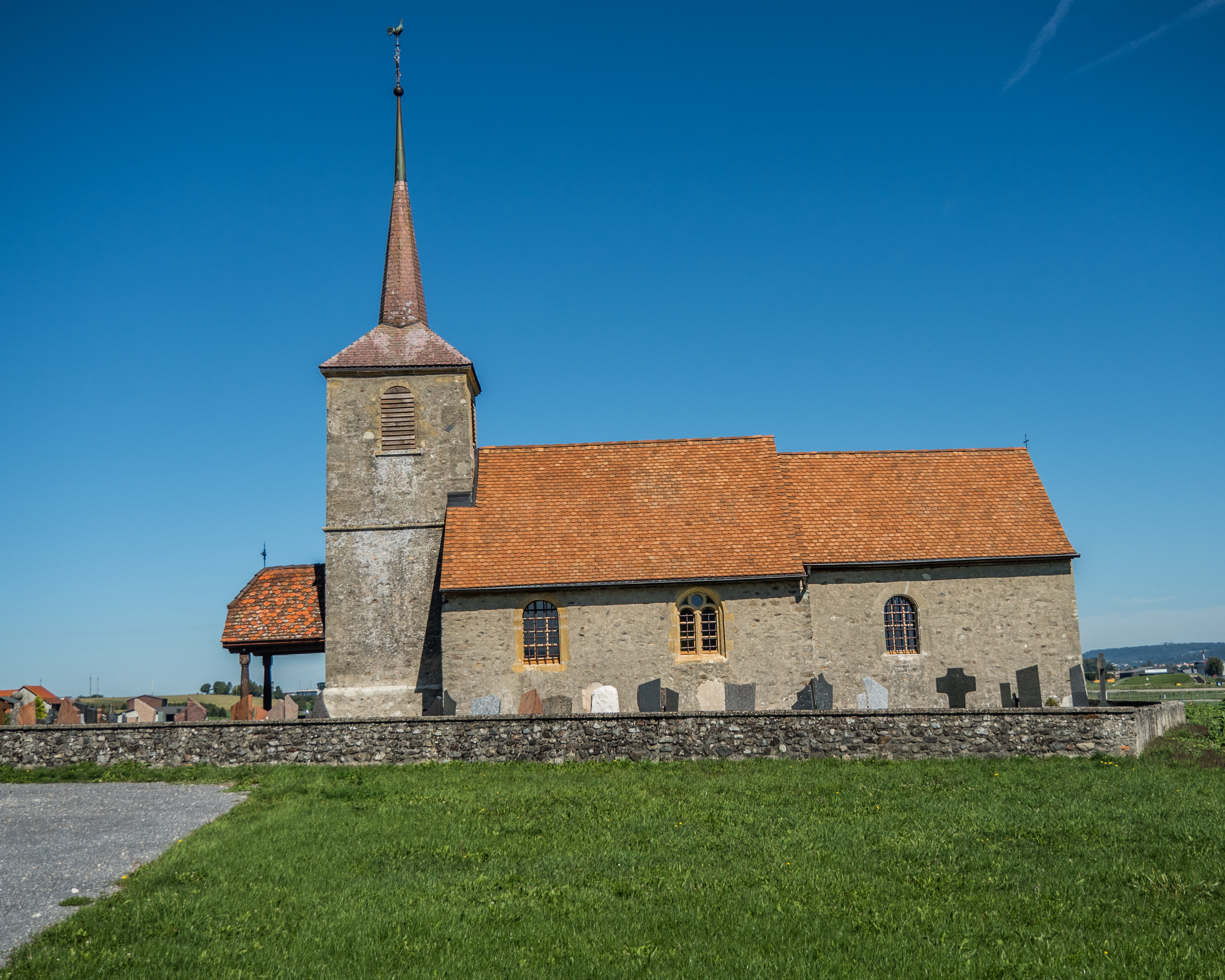
Kapelle von Morens

Die mittelalterliche Kirche von Morens steht abseits des Dorfes in der Ebene nahe der Petite Glâne.